# José Luis Mendilibar Etxebarria
José Luis Mendilibar Etxebarria (Zaldibar, 14 de març de 1961) és un exfutbolista i entrenador de futbol basc. Com a jugador va desenvolupar la seva carrera esportiva principalment en equips de Segona Divisió. Actualment és entrenador de l'Olympiakos FC.

## Trajectòria esportiva
Va jugar en les categories inferiors de l'Athletic Club fins al 1982. Va militar al Logroñés tres temporades, fins que el 1985 fitxà pel Sestao River, equip amb el qual va jugar durant set temporades. La seva última temporada com a futbolista (1993-94), la va passar al Lemona.
Mendilibar mai va arribar a jugar amb el primer equip de l'Athletic, ni tampoc a la Primera Divisió. Després de retirar-se dels terrenys de joc es va dedicar a entrenar a les categories inferiors de l'Athletic Club, encara que abans va estar dues temporades dirigint l'Arratia. El 2001 fitxà per l'Aurrerá Vitòria, equip en el qual hi romangué una temporada.
El 2002 entrenà la Unión Deportiva Lanzarote durant dues temporades, en les quals la UD es classificà per a l'ascens a Segona Divisió però caigué en la fase d'ascens. A la 2003-2004 realitza la millor temporada de la història del club, quedant en 1a posició en la temporada regular.
El 2004, Mendilibar fitxà per l'Eibar. Amb aquest equip va estar a punt d'aconseguir l'ascens a Primera Divisió, i acabà en 4t lloc la temporada 2004-05. Gràcies a aquesta bona tasca, l'Athletic Club el trià per entrenar l'equip la temporada 2005-06. No obstant això, la mala ratxa de resultats provocà la destitució abans del final de la primera volta.
L'estiu de 2006, el Reial Valladolid el va contractar, i en l'equador del campionat l'equip se situà com a líder destacat de la segona divisió. Finalment, l'equip va aconseguir matemàticament l'ascens a la Primera Divisió a 8 jornades de la conclusió de la Lliga, portant aquest mateix any el títol de Campió de Segona Divisió i establint un nou rècord de puntuació (88 punts).
El juny de 2009, l'entrenador basc participà en el IV Clínic d'Entrenadors de Lanzarote amb Josep Guardiola i Sala i Unai Emery.
L'1 de febrer de 2010, després de dues temporades en què va salvar l'equip, José Luis va ser destituït com a entrenador del Reial Valladolid, i fou substituït per Onésimo Sánchez, entrenador del filial. No obstant això, el canvi no va fer efecte i l'equip val·lisoletà va descendir.
El 14 de febrer de 2011, Mendilibar tornà a les banquetes amb el Club Atlètic Osasuna per substituir José Antonio Camacho. El dia 21 de maig aconsegueix la permanència de l'equip a primera divisió, finalitzant en el 9è lloc de la taula classificatòria després de la victòria davant del Vila-real CF per 1-0 a l'Estadi Reyno de Navarra.
Així, Mendilibar va seguir al capdavant de l'equip navarrès la temporada 2011-12. Després d'aconseguir la xifra de 43 punts, el 30 de març de 2012 s'anuncià la renovació del tècnic biscaí per un any més. Osasuna va acabar la campanya 7è, a un sol punt d'entrar en competicions europees.
La temporada 2012-13, després de patir un començament molt negatiu, a poc a poc l'Osasuna va anar remuntant i va acabar obtenint la permanència a falta d'una jornada per al final,
 cosa que li va suposar la renovació a l'entrenador. Però un altre mal inici a la Lliga 2013-14 (3 derrotes en 3 partits) va posar fi a l'acomiadament del tècnic biscaí.
El 29 de maig de 2014, el Llevant comunica un principi d'acord per a la contractació de Mendilibar com a nou entrenador. Fou acomiadat el 20 d'octubre de 2014, després de vuit jornades de Lliga en les quals només guanyà un partit, n'empatà dos, i en perdé cinc, dos dels quals de forma contundent (0-5), i fou substituït per Lucas Alcaraz.
Mendilibar va tornar a Eibar el 30 de juny de 2015, substituint Gaizka Garitano. La temporada 2016–17, va liderar l'equip fins a uns històrics quarts de final de la Copa del Rei abans de caure per 5–2 contra l'Atlètic de Madrid; ell i Asier Garitano del CD Leganés van guanyar conjuntament el Trofeu Miguel Muñoz al millor entrenador de l'any. L'anys següent foren novens en lliga, novament un rècord pel club.
El maig de 2021, poc després del descens de l'equip, Mendilibar va anunciar que no renovaria contracte amb l'Eibar. A finals d'any, va fitxar pel Deportivo Alavés, de primera, que estava en posisions de descens.
El 29 de maig de 2024 va guanyar amb l'Olympiakos FC la Lliga Europa Conferència de la UEFA, primera competició europea per aquest equip grec.

## Palmarès

### Com a entrenador
Real Valladolid CF
- 1 Segona divisió: 2006-07

Sevilla FC
- 1 Lliga Europa de la UEFA: 2022-23[27]

Olympiakos FC
- 1 Lliga Europa Conferència de la UEFA: 2023-24[26]